# Coris Bank
Coris Bank International S.A. ist ein Unternehmen aus Burkina Faso, das seinen Sitz in Ouagadougou hat und im Bankensektor tätig ist. Es bietet Produkte und Dienstleistungen für Privat- und Geschäftskunden an. Das Angebot der Bank umfasst u. a. Giro- und Sparkonten, Festgeldanlagen, Kredit- und Debitkarten, Privat- und Geschäftskredite, Geldtransfer, Devisenumtausch, Bankgarantien sowie Online- und Mobile-Banking-Dienste. Daneben betreibt sie Versicherungsleistungen (Lebens-, Schaden- und Unfallversicherungen). Die Bank ist in 9 Ländern in Westafrika tätig (Benin, Burkina Faso, Elfenbeinküste, Guinea, Guinea Bissau, Mali, Niger, Senegal und Togo). Sie ist in 69 Städten mit 132 Agenturen aktiv und betreibt 137 Geldautomaten.
Neben dem Privatkundengeschäft betreibt sie den Bereich Méso Finance, der auf kleine und mittlere Unternehmen (KMU) spezialisiert ist. Daneben übt Coris Bank International Baraka verschiedene Fondsverwaltungsdienstleistungen sowie Finanzierungs- und Investitionstätigkeiten in Übereinstimmung mit den Grundsätzen und Regeln des islamischen Finanzwesens aus.
Es ist eine Aktiengesellschaft, deren Aktien an der Bourse Régionale des Valeurs Mobilières (Börse der Westafrikanischen Wirtschafts- und Währungsunion) gelistet sind.
Das Unternehmen wurde 2008 von Idrissa Nassa gegründet. Er ist heute noch Vorstandsvorsitzender von Coris Bank International und Verwaltungsratsvorsitzender der Coris Holding.  Er kontrolliert 56 % der Aktien (Stand 2018).